# Gutrum
Gutrum o Velho (Guthrum) foi um líder dinamarquês do século IX e rei da Ânglia Oriental de 879 a 890 (ano provável de sua morte). Teve atuação destacada na invasão dinamarquesa à Inglaterra e na formação da Danelaw. Após ser derrotado por Alfredo de Wessex na Batalha de Edington, converteu-se ao Cristianismo e foi batizado com o nome de Etelstano (Aethelstan).

## Formação da Danelaw e Avanço sobre Wessex
Apesar de não haver relatos sobre como Gutrum teria consolidado uma posição de poder sobre os demais chefes dinamarqueses da época, parece certo que em 874 ele já exercia a condição de rei de fato da Danelaw. Após adquirir diversos territórios ingleses em Mércia e Nortúmbria, lançou-se contra Alfredo de Wessex em 876. No ano seguinte, após uma série de vitórias e a captura de Exeter, na costa sul do reino saxão, acabou aceitando termos de paz apresentados por Alfredo.
Contudo, já em janeiro de 878, Gutrum fazia novo ataque, de surpresa, dessa vez próximo à fronteira norte de Wessex, em Chippenham, Wiltshire, onde Alfredo reunia-se com sua corte. É provável que o ataque surpresa tenha se viabilizado pela traição de Vulfero, conde (ealdormano) de Wiltshire, em cooperação com Gutrum.
A ação foi bem sucedida para os dinamarqueses, e Alfredo teve que fugir, acompanhado de um punhado de seguidores, para os pântanos de Somerset. Dali, se estabeleceria uma resistência saxã a qual Gutrum não foi capaz de destruir, e ao cabo de alguns meses Alfredo reuniu suas forças remanescentes próximas a Edington, onde se confrontaria com Gutrum.

## Confronto e Paz com Alfredo
Quando do encontro em Edington, Gutrum controlava virtualmente toda Wessex, restando poucos senhores leais a Alfredo, e o exército dinamarquês era sensivelmente mais numeroso que essas tropas leais - as quais ainda eram formadas, em grande medida, por camponeses mal armados e pouco treinados. Ainda assim, Gutrum sofreu uma derrota completa frente a Alfredo. Seu exército foi perseguido em fuga, cercado e, finalmente, rendido, sendo obrigado a aceitar novos termos de paz.
Dentre esses termos, ficava estabelecido que Gutrum, dentre outros chefes dinamarqueses, deveria converter-se ao Cristianismo, aceitando o batismo. Alfredo foi seu padrinho. Nessa ocasião, adotou o nome de Etelstano, em homenagem ao já falecido irmão de Alfredo.
Os termos da paz entre Alfredo e Gutrum estabeleceram os limites entre a Inglaterra (reduzida a Wessex e a porção ocidental da Mércia) e a Danelaw (Ânglia Oriental, Nortúmbria e o restante da Mércia). Em 879, Gutrum foi reconhecido rei sobre Ânglia Oriental, onde permaneceu até sua morte em 890.

## Conversão ao Cristianismo
Apesar de seu batismo simbolizar, de certa forma, sua definitiva derrota para Alfredo, sua conversão ao Cristianismo revelou-se estratégica do ponto de vista político. Se, por um lado, não abalou sua condição de liderança em meio aos dinamarqueses, conquistada pela força, por outro lado, legitimou seu poder sobre as terras cristãs conquistadas e suas comunidades.
Mesmo tendo falhado na conquista de Wessex, Gutrum, mantendo os termos de paz, logrou manter o extenso território sob seu domínio livre da influência política de Alfredo. Ainda, dispensando o uso de contingentes militares nas fronteiras de Wessex, pôde usar estes contingentes na manutenção de seu controle interno sobre os chefes menores.

## Cultura Popular
Gutrum tem papel destacado na série Crônicas Saxônicas, de Bernard Cornwell, principalmente nos livros O Último Reino e O Cavaleiro da Morte. Aqui, ele é chamado Gutrum o Sem-Sorte, e retratado como um chefe militar excessivamente cauteloso e vacilante, o que acaba provocando suas derrotas.